# الکساندر داویدوف
الکساندر داویدوف (صربی: Aleksandar Davidov؛ زادهٔ ۷ اکتبر ۱۹۸۳) بازیکن فوتبال اهل صربستان است.
از باشگاه‌هایی که در آن بازی کرده‌است می‌توان به باشگاه فوتبال هاپوئل کفار سابا، باشگاه فوتبال بنی سخنین، و باشگاه فوتبال پارتیزان اشاره کرد.
وی همچنین در تیم‌های ملی فوتبال زیر ۲۱ سال صربستان و صربستان بازی کرده‌است.